# David Albert Huffman
Pour les articles homonymes, voir David Huffman et Huffman.
Le professeur David Albert Huffman (9 août 1925 - 7 octobre 1999) fut un pionnier dans le domaine de l'informatique.
Durant toute sa vie, Huffman apporta des contributions importantes à l'étude des machines à états finis. Mais Huffman est principalement connu pour l'invention du codage de Huffman utilisé dans presque toutes les applications qui impliquent la compression et la transmission de données numériques comme les fax, les modems, les réseaux informatiques et la télévision à haute définition.

## Biographie
Né le 9 août 1925 en Ohio, Huffman obtint sa licence en ingénierie électrique de l'université de l'Ohio à l'âge de 18 ans. Puis il travailla pour la Marine militaire des États-Unis en tant qu'officier chargé de la maintenance des radars à bord d'un destroyer qui détruisait les mines dans les mers du Japon et de la Chine après la Seconde Guerre mondiale. Il obtint ensuite son master à l'université de l'Ohio et son doctorat au MIT en 1953.
En 1967, il alla à l'université de Californie à Santa Cruz  en tant que membre de la faculté du « Computer Science Department ». Il joua un rôle majeur dans le développement des programmes académiques du département et dans le recrutement des étudiants de la faculté, qu'il présida de 1970 à 1973. Il se retira en 1994 mais resta actif en tant que professeur, enseignant la théorie de l'information et l'analyse des signaux.
Huffman contribua beaucoup au développement de différents domaines, notamment dans la théorie de l'information et du codage, où il a été un pionnier dont les découvertes sont à la base des systèmes de compression de fichiers informatiques dans toutes les machines de nos jours. Il a aussi étudié les signaux pour les radars et les applications en communication, et des procédures pour la synchronisation logique des circuits. Comme supplément à son travail sur les propriétés mathématiques de la « courbure nulle » des surfaces, Huffman a aussi développé une technique pour plier du papier dans des formes inhabituelles. 
Il mourut à l'âge de 74 ans après un combat de dix mois contre le cancer.

## Distinction reçues
Ce que Huffman a accompli lui a valu de nombreuses récompenses.
En 1999, Huffman reçut la médaille Richard-Hamming de l'IEEE pour le codage de Huffman et les circuits séquentiels asynchrones. 
Il reçut également la « médaille Louis-E.-Levy » de l'institut Franklin pour sa thèse de doctorat sur les circuits à « switch séquentiels », un « Distinguished Alumnus Award » de l'université de l'Ohio, et le « W. Wallace McDowell Award ».